# Línea 334 (Interurbanos Madrid)
La línea 334 de la red de autobuses interurbanos de Madrid une la Estación Sur con Rivas Futura (Rivas-Vaciamadrid).

## Características
Esta línea une Madrid con los barrios de Covibar y Rivas Futura de Rivas-Vaciamadrid. El recorrido total tiene una duración media de unos 30 minutos.
La línea no mantiene los mismos horarios todo el año, desde el 16 de julio al 31 de agosto se reducen el número de expediciones los días laborables entre semana (sábados laborables, domingos y festivos tienen los mismos horarios todo el año), además de los días excepcionales vísperas de festivo y festivos de Navidad en los que los horarios también cambian y se reducen.
Está operada por la empresa La Veloz mediante la concesión administrativa VCM-301 - Madrid – Valdelaguna – San Martín de la Vega (Viajeros Comunidad de Madrid) del Consorcio Regional de Transportes de Madrid.

### Frecuencias
| Lunes a viernes laborables (1 sept. - 15 julio)   |
| A 6:25 - 6:40 - 6:55                              |
| De 7:25 a 14:25 cada 15 minutos                   |
| A 14:35 - 14:50                                   |
| De 15:10 a 20:25 cada 15 minutos                  |
| A 20:45                                           |
| De 21:10 a 22:55 cada 15 minutos                  |
| A 23:30 - 24:00 - 0:40                            |
| Lunes a viernes laborables (16 julio - 31 agosto) |
| De 6:24 a 0:24 cada 18 minutos                    |
| A 0:48                                            |
| Sábados laborales, domingos y festivos            |
| De 6:10 a 1:10 cada 30 minutos                    |

| Lunes a viernes laborables (1 sept. - 15 julio)   |
| De 5:25 a 7:55 cada 15 minutos                    |
| De 8:15 a 10:40 cada 15-20 minutos                |
| De 10:55 a 15:25 cada 15 minutos                  |
| A 15:45                                           |
| De 16:10 a 21:55 cada 15 minutos                  |
| A 22:30 - 23:00                                   |
| Lunes a viernes laborables (16 julio - 31 agosto) |
| De 5:30 a 23:48 cada 18 minutos                   |
| Sábados laborales, domingos y festivos            |
| De 5:15 a 0:15 cada 30 minutos                    |

### Material móvil
| Marca         | Modelo               | Año  | Combustible |
| ------------- | -------------------- | ---- | ----------- |
| Scania        | K320UB4X2LB Citywide | 2018 | Híbrido     |
| Iveco Bus     | Crossway LE          | 2016 | Diésel      |
| Setra         | S 418 LE             | 2020 | Diésel      |
| Mercedes-Benz | O-530 Citaro C2      | 2022 | Híbrido     |

## Recorrido y paradas
NOTA: Debido a las obras del nuevo intercambiador de Conde de Casal, las paradas sombreadas en naranja sustituyen a aquellas sombreadas en rojo, desde el 17 de febrero de 2025 hasta fin de obras.

### Sentido Rivas Futura
| Código | Parada                                  | Común con                                        | Conexiones con Metro y Cercanías | Municipio         | Zona |
| ------ | --------------------------------------- | ------------------------------------------------ | -------------------------------- | ----------------- | ---- |
| 07433  | Av. Mediterráneo - Conde de Casal       | 331 332 333 336 337 339                          | Conde de Casal                   | Madrid            |      |
| 50060  | Estación de Méndez Álvaro               |                                                  | Méndez Álvaro                    | Madrid            |      |
| 3350   | Mediterráneo-Pérez de Ayala             | 145 E 331 332 333 339 341                        |                                  | Madrid            |      |
| 3351   | Mediterráneo-Pío Felipe                 | 145 E 331 332 333 339 341                        |                                  | Madrid            |      |
| 3353   | Mediterráneo-Pablo Neruda               | 63 145 E 312 312A 331 332 333 336 337 339 341    |                                  | Madrid            |      |
| 5150   | Mediterráneo-Politécnico                | 63 145 312 312A 331 332 333 336 337 339 341      |                                  | Madrid            |      |
| 2612   | Mediterráneo-Democracia                 | 63 145 E 312 312A 331 332 333 336 337 339 341    |                                  | Madrid            |      |
| 07439  | Mediterráneo-Santa Eugenia              | 312 312A 331 332 333 336 337 339 341 351 352 353 | Santa Eugenia                    | Madrid            |      |
| 07519  | Av. Covibar - Rosa                      | 331 333                                          |                                  | Rivas-Vaciamadrid |      |
| 09784  | Av. Covibar - Colegio                   | 331 333                                          |                                  | Rivas-Vaciamadrid |      |
| 07520  | Av. Covibar - Pza. Violeta Parra        | 330 333                                          |                                  | Rivas-Vaciamadrid |      |
| 07521  | Av. Covibar - Pza. Pau Casals           | 330 333                                          |                                  | Rivas-Vaciamadrid |      |
| 09098  | Av. Covibar - Centro de Salud           | 1                                                |                                  | Rivas-Vaciamadrid |      |
| 09100  | Av. Covibar - Instituto                 | 1                                                |                                  | Rivas-Vaciamadrid |      |
| 09101  | Av. Miguel Hernández - Los Astros       | 330 331 1                                        |                                  | Rivas-Vaciamadrid |      |
| 07518  | Av. Miguel Hernández - Colegio          | 330 331 1                                        |                                  | Rivas-Vaciamadrid |      |
| 16099  | César Manrique - Fundición              |                                                  |                                  | Rivas-Vaciamadrid |      |
| 19191  | César Manrique - José Hierro            | 330 333                                          |                                  | Rivas-Vaciamadrid |      |
| 12614  | Av. Pablo Iglesias - Azalea             | 330 331                                          |                                  | Rivas-Vaciamadrid |      |
| 13275  | Av. Pablo Iglesias - Saramago           | 330 331                                          |                                  | Rivas-Vaciamadrid |      |
| 13273  | Av. Pablo Iglesias - Jorge Guillén      | 331                                              |                                  | Rivas-Vaciamadrid |      |
| 18874  | Av. Pablo Iglesias - Mario Vargas Llosa | 330 332                                          |                                  | Rivas-Vaciamadrid |      |
| 13253  | Av. Pablo Iglesias - Jovellanos         | 330 331 332                                      |                                  | Rivas-Vaciamadrid |      |
| 13254  | Jovellanos - Ana Mª Matute              | 1                                                |                                  | Rivas-Vaciamadrid |      |
| 18875  | Av. José Hierro - Colegio               | 1                                                |                                  | Rivas-Vaciamadrid |      |
| 18877  | Av. José Hierro - Escuela Infantil      | 1                                                |                                  | Rivas-Vaciamadrid |      |
| 20412  | Av. José Hierro - Est. Rivas Futura     | 1                                                | Rivas Futura                     | Rivas-Vaciamadrid |      |
| 21071  | Av. Velázquez - Av. 1.º de Mayo         | 1                                                |                                  | Rivas-Vaciamadrid |      |
| 21064  | Juan Gris - Av. Velázquez               | 1                                                |                                  | Rivas-Vaciamadrid |      |
| 21061  | Tomás Edison - C. C. H2ocio             | 331 1                                            |                                  | Rivas-Vaciamadrid |      |

### Sentido Madrid
| Código | Parada                              | Común con                                                         | Conexiones con Metro y Cercanías | Municipio         | Zona |
| ------ | ----------------------------------- | ----------------------------------------------------------------- | -------------------------------- | ----------------- | ---- |
| 21062  | Tomás Edison - C. C. H2ocio         | 331 1                                                             |                                  | Rivas-Vaciamadrid |      |
| 21063  | Juan Gris - Antonio Gaudí           | 1                                                                 |                                  | Rivas-Vaciamadrid |      |
| 21070  | Av. Velázquez - Av. 1.º de Mayo     | 1                                                                 |                                  | Rivas-Vaciamadrid |      |
| 20413  | Av. José Hierro - Est. Rivas Futura | 1                                                                 |                                  | Rivas-Vaciamadrid |      |
| 18878  | Av. José Hierro - Clara Sánchez     | 1                                                                 |                                  | Rivas-Vaciamadrid |      |
| 18876  | Av. José Hierro - Jovellanos        | 1                                                                 |                                  | Rivas-Vaciamadrid |      |
| 13255  | Jovellanos - Av. Pablo Iglesias     | 1                                                                 |                                  | Rivas-Vaciamadrid |      |
| 13272  | Av. Pablo Iglesias - Orégano        | 330 331 332 1                                                     |                                  | Rivas-Vaciamadrid |      |
| 13274  | Av. Pablo Iglesias - Primavera      | 330 331 332 1                                                     |                                  | Rivas-Vaciamadrid |      |
| 13276  | Av. Pablo Iglesias - Saramago       | 330 331 1                                                         |                                  | Rivas-Vaciamadrid |      |
| 12617  | Av. Pablo Iglesias - Amapola        | 330 331 1                                                         |                                  | Rivas-Vaciamadrid |      |
| 19190  | César Manrique - Junkal             | 330 333 1                                                         |                                  | Rivas-Vaciamadrid |      |
| 16100  | César Manrique - Fundición          |                                                                   |                                  | Rivas-Vaciamadrid |      |
| 07516  | Av. Miguel Hernández - Luna         | 330 331 1                                                         |                                  | Rivas-Vaciamadrid |      |
| 07517  | Av. Miguel Hernández - Los Astros   | 330 331 1                                                         |                                  | Rivas-Vaciamadrid |      |
| 09099  | Av. Covibar - Pza. Valencia         | 1                                                                 |                                  | Rivas-Vaciamadrid |      |
| 07522  | Av. Covibar - Abogados de Atocha    | 1                                                                 |                                  | Rivas-Vaciamadrid |      |
| 07523  | Av. Covibar - Pza. Rafael Alberti   | 330 333                                                           |                                  | Rivas-Vaciamadrid |      |
| 07524  | Av. Covibar - Pza. Violeta Parra    | 330 333                                                           |                                  | Rivas-Vaciamadrid |      |
| 09785  | Av. Covibar - Colegio               | 331 333                                                           |                                  | Rivas-Vaciamadrid |      |
| 07525  | Av. Covibar - Rosa                  | 331 333                                                           |                                  | Rivas-Vaciamadrid |      |
| 07529  | Mediterráneo-Santa Eugenia          | 312 312A 313 326 331 332 333 336 337 339 341 351 352 353          | Santa Eugenia                    | Madrid            |      |
| 2613   | Mediterráneo-Democracia             | 312 312A 313 326 331 332 333 336 337 339 341 351 352 353 63 145 E |                                  | Madrid            |      |
| 4283   | Mediterráneo-Fuente Carrantona      | 312 312A 313 326 331 332 333 336 337 339 341 351 352 353 145 E    |                                  | Madrid            |      |
| 3352   | Mediterráneo-Pío Felipe             | 331 332 333 339 341 145 E                                         |                                  | Madrid            |      |
| 07433  | Av. Mediterráneo - Conde de Casal   | 331 332 333 336 337 339                                           | Conde de Casal                   | Madrid            |      |
| 50056  | Estación de Méndez Álvaro           |                                                                   | Méndez Álvaro                    | Madrid            |      |